# 珊瑚树
珊瑚树（学名：Viburnum odoratissimum），为五福花科荚蒾属的植物。

## 形态

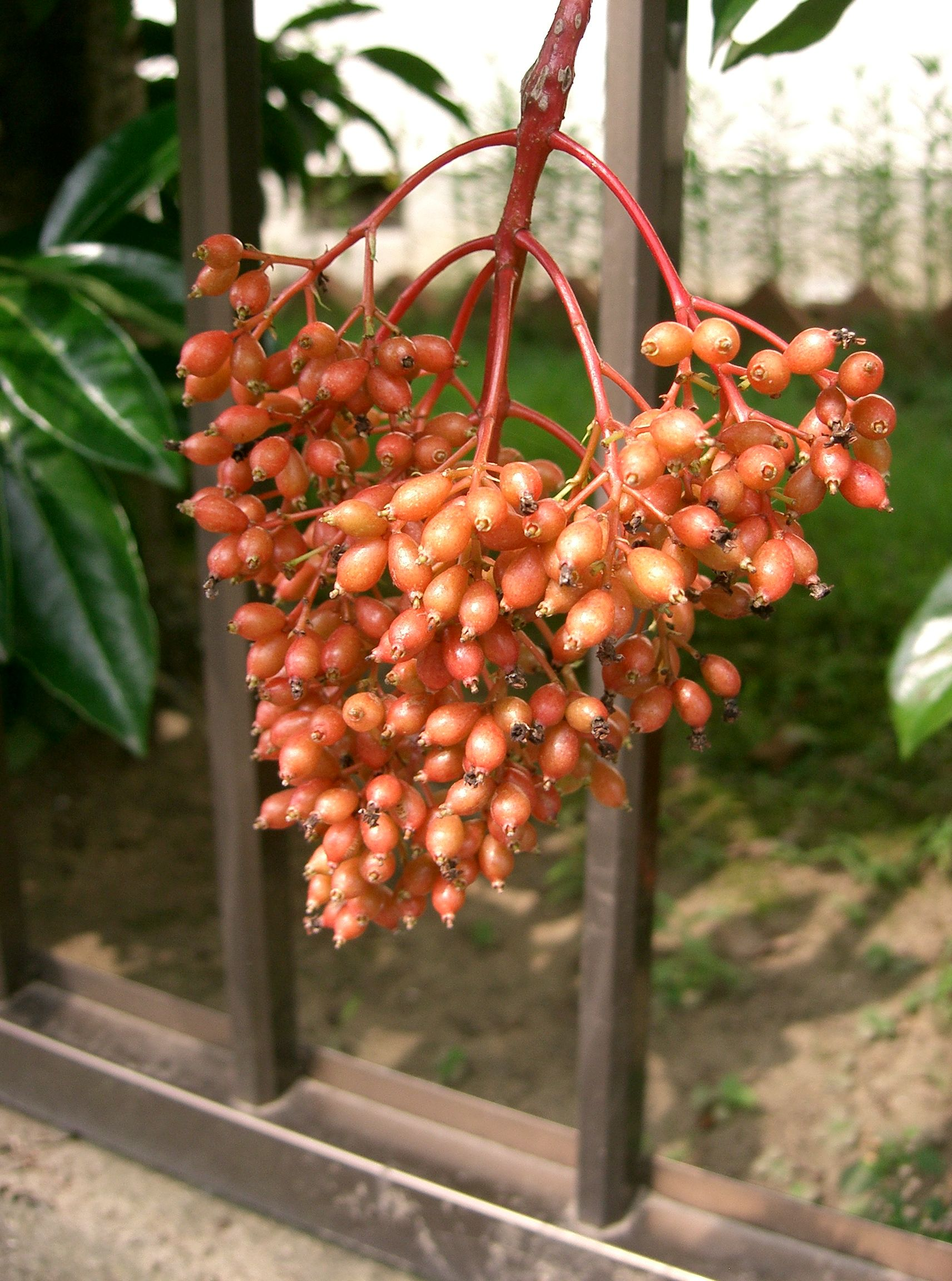
日本珊瑚树（V. o. var. awabuki）的果实

常绿灌木或小乔木，高达3米以上；椭圆形革质而厚的叶子对生，表面深绿色有光泽；伞房花序顶生成尖塔形，夏季开白色芳香的花；核果红色椭圆形，美观。

## 分布
分布在印度、越南、缅甸、泰国、中国大陆、台灣等地。在中国大陆主要分布於福建、湖南、广西、海南、广东……等，在台灣則僅生長於恆春一帶山區。生长于海拔200米至1,300米的地区，一般生长在疏林中、山谷密林中、向阳地、溪涧蔽荫处以及平地灌丛中，目前已经有人工引种栽培。

## 别名
- 极香荚蒾（拉汉种子植物名称）[2]
- 早禾树（广东惠阳、广州）
- 山豬肉[3]。

## 异名
- Viburnum odoratissimum Ker-Gawl. var. awabuki (K. Koch) Zabel ex Rumpl.
- Viburnum arboricolum Hayata
- Thyrsosma chinensis Raf.
- Viburnum awabuki K. Koch
- Microtinus odoratissimus (Ker Gawl.) Oerst.
- Viburnum odoratissimum Ker.-Gawl. var. conspersum W. W. Sm.
- Viburnum odoratissimum Ker.-Gawl. var. arboricola (Hayata) Yamam.